# 惠民街道 (重庆市)
惠民街道，是中华人民共和国重庆市巴南區下辖的一个乡镇级行政单位。

## 行政区划
惠民街道下辖以下地区：
惠民社区、龙凤村、晓春村、沙井村、辅仁村、显林村和胜天村。